# Toolse (řeka)
Toolse (plným jménem Toolse jõgi, tedy "řeka Toolse" nebo "Toolská řeka") je říčka v severním Estonsku v kraji Lääne-Virumaa. Má délku 24 kilometrů a její povodí má plochu 84,7 km². Vlévá se do Kundského zálivu mezi Kundou a Toolse.